# ドナ・マーフィー
ドナ・マーフィー（Donna Murphy, 1959年3月7日 - ）は、アメリカ合衆国ニューヨーク州出身の女優である。

## 来歴
1979年にニューヨーク大学を中退し、ブロードウェイミュージカル『They're Playing Our Song』に出演。以降、オフ・ブロードウェイやブロードウェイでミュージカル女優として活動する。1992年には『Passion』で、1996年には『王様と私』で、2度に渡ってトニー賞ミュージカル主演女優賞を受賞した。
1990年代後半からは『スタートレック 叛乱』（1998年）、『スパイダーマン2』（2004年）などの映画にも積極的に出演している。テレビドラマにも進出し、1997年に『Lifestories: Families in Crisis』でデイタイム・エミー賞子供向け特別番組出演者賞を受賞。2010年には『塔の上のラプンツェル』で声優に初挑戦した。

## 主な出演作品

### 映画
- ジェイド（1995年）
- オクトーバー22（1998年）
- スタートレック 叛乱（1998年） - アニージ 役
- リンカーン暗殺の日（1998年）
- ノイズ（1999年） - ナタリー 役
- センターステージ（2000年） - ジュリエット 役
- ラスト・デシジョン（2000年） - ジョーン・ネイラー 役
- スパイダーマン2（2004年） - ロザリー・オクタビアス役
- ファウンテン 永遠につづく愛（2006年） - ベティ 役
- ワールド・トレード・センター（2006年）
- 私がクマにキレた理由（2007年） - ジュディ・ブラドック 役
- 塔の上のラプンツェル（2010年） - マザー・ゴーテル 役 ※声の出演
- ダークホース 〜リア獣エイブの恋〜（2011年） - マリー 役
- ボーン・レガシー（2012年） - ディタ・マンディー 役

### テレビドラマ
- マーダー・ワン（1995年 - 1996年）
- アリー my Love（1997年 - 2002年）
- ザ・プラクティス ボストン弁護士ファイル シーズン2（1997年 - 2004年）
- CSI:科学捜査班 5（2004年 - 2005年）
- LAW & ORDER クリミナル・インテント シーズン6（2006年 - 2007年）
- ダメージ シーズン1（2007年）
- LAW & ORDER:性犯罪特捜班シーズン10（2008年 - 2009年）
- アグリー・ベティ4（2009年 - 2010年）
- ギルデッド・エイジ -ニューヨーク黄金時代- (2022年-)

## 受賞歴
| 年     | 賞                   | 部門                     | 出演作                              | 結果       |
| ------ | -------------------- | ------------------------ | ----------------------------------- | ---------- |
| 1992年 | トニー賞             | ミュージカル主演女優賞   | 『Passion』                         | 受賞       |
| 1996年 | トニー賞             | ミュージカル主演女優賞   | 『王様と私』                        | 受賞       |
| 1997年 | デイタイム・エミー賞 | 子供向け特別番組出演者賞 | 『Lifestories: Families in Crisis』 | 受賞       |
| 2007年 | トニー賞             | ミュージカル主演女優賞   | 『LoveMusik』                       | ノミネート |
| 2011年 | トニー賞             | ミュージカル主演女優賞   | 『The People in the Picture』       | ノミネート |